# Enterogastron
Enterogastron – hormon peptydowy przewodu pokarmowego. Wydzielany przez błonę śluzową jelita cienkiego, a dokładnie dwunastnicy pod wpływem zetknięcia się z nią tłuszczów pokarmowych. Hamuje wydzielanie soku żołądkowego (głównie kwasu solnego) i zwalnia 
perystaltykę żołądka, przyśpiesza i ułatwia gojenie się owrzodzeń przewodu pokarmowego.

Przeczytaj ostrzeżenie dotyczące informacji medycznych i pokrewnych zamieszczonych w Wikipedii.